# ブルーフィ
ブルーフィ（イタリア語: Blufi）は、イタリア共和国シチリア自治州パレルモ県にある、人口約1,000人の基礎自治体（コムーネ）。

## 地理

### 位置・広がり
パレルモ県のコムーネ。県都パレルモから東南東へ75kmの距離にある。

#### 隣接コムーネ
隣接するコムーネは以下の通り。括弧内のCLはカルタニッセッタ県所属を示す。
- アリメーナ
- ボンピエトロ
- ガンジ
- ペトラリーア・ソプラーナ
- ペトラリーア・ソッターナ
- レズッターノ (CL)

## 行政

### 分離集落
ブルーフィには、以下の分離集落（フラツィオーネ）がある。
- Alleri, Beniscichi, Calabrò, Casalgiordano, Collesani, Ferrarello, Giaia Inferiore, Lupi, Macelli, Nero, Oliva